# One of Us
 Ovo je glavno značenje pojma One of Us. Za druga značenja pogledajte One of Us (album).
"One of Us" je pop pjesma iz 1995. koju je napisao Eric Bazilian, a interpretira ju Joan Osborne.
Pjesma govori o vjeri u kršćanskog Boga, i o tome kako bi Bog izgledao kao čovjek. Primjerice, stih "Would you call name to his face?" ("Kako bi Ga zvao (Boga) da si suočen s njim?") govori o Božjem imenu. Naslov pjesme dolazi iz refrena "What if God was one of us?" (Što ako je Bog jedan od nas?"), a refren se pojavljuje i na početku svake epizode fantastične serije Dodir s neba (eng. Joan of Arcadia), gdje se djevojka Joan susreće s Bogom u ljudskom liku, a Bog je uvijek blizu nje, u obliku stranca, djeteta, žene ili muškarca, o čemu govori stih "Just a stranger on a bus" ("Samo stranac u busu"). 
Pjesma se pojavljuje i u filmu Nebo boje vanilije, a u Austin Powersu se Dr. Zlo hvali da je napisao pjesmu te ju pjeva.
- "One of Us" (pjesma) (4:16)
- "One of Us" (albumska verzija) (5:21)